# Francesco Conconi
Francesco Conconi, né le 19 avril 1935, est un médecin et scientifique italien du sport, préparateur de nombreux sportifs de renom et impliqué dans des affaires de dopage. Il compte parmi ses disciples les très controversés Michele Ferrari et Luigi Cecchini. 
Conconi est professeur à l'Université de Ferrare en Italie, où il dirige le Centro Studi Biomedici Applicati allo Sport, c'est-à-dire l'Institut de recherche biomédicale. Ses recherches se sont concentrées sur les techniques de dépistage des substances dopantes, mais il est mieux connu pour ses activités de dopage et aurait introduit l'érythropoïétine (EPO) dans le sport cycliste. Le professeur Conconi est célèbre pour avoir préparé Francesco Moser pour sa tentative réussie de battre le record du monde de l'heure au Mexique en 1984.

## Repères biographiques
C'est le 14 août 1980 que le professeur Conconi soumet au Comité national olympique italien (CONI) une proposition proposant que les athlètes italiens sélectionnés soient assistés par le personnel de l'université pour améliorer leurs performances. Conconi propose d'aider les athlètes dans les sports suivants : le cyclisme, le canoë, l'aviron, le ski de fond, le patinage de vitesse, la natation et la lutte. Le comité olympique (CONI) accepte l'offre. Selon Sandro Donati, entraîneur en athlétisme de l'équipe de demi-fond italienne à partir de 1981, cette méthode de préparation n'est autre que le dopage sanguin. Le professeur Conconi a approché Donati pour améliorer les performances de ses athlètes avec des estimations d'amélioration allant de 3 à 5 secondes pour les courses de 1500 mètres, de 15 à 20 secondes pour les courses de 5 000 mètres et de 30 à 40 secondes pour les courses de 10 000 mètres. Il y avait un partenariat entre le Comité Olympique et le centre de recherche biomédicale du professeur Conconi à l'Université de Ferrare et le Comité Olympique a financé ses recherches. Selon Donati, le professeur Conconi, en collaboration avec la Fédération italienne d'athlétisme et un important institut de recherche italien, a administré de la testostérone et des stéroïdes anabolisants aux athlètes pour les grands événements des années 1980. Pendant plusieurs années, le CONI finance la recherche du professeur Conconi avec plus de deux millions d'euros. Le travail de Conconi et de ses nombreux assistants à l'université de Ferrare produit de grands résultats dans le sport. Aux Jeux olympiques d'hiver de 1992 et 1994, l'Italie remporte 34 médailles. Beaucoup de ces athlètes avaient des hématocrite de plus de 50 %.

### Test de Conconi et Francesco Moser
Le professeur Conconi et ses assistants, dont Michele Ferrari, préparent Francesco Moser dans sa tentative de battre le record de l'heure en janvier 1984. Conconi pense que la fréquence cardiaque pourrait être corrélée avec la perception de l'effort afin de permettre à Moser de fonctionner au maximum de ses capacités. Il trouve un point où l'efficacité aérobie est vaincue par l'accumulation d'acide lactique. À ce niveau ou «seuil», la capacité de l'athlète à maintenir un effort maximal serait compromise. Il entreprend ensuite de développer une méthode pour étendre le « seuil anaérobie ». Il développe le test de Conconi, également connu sous le nom de ramp test, qui mesure la fréquence cardiaque à différents niveaux d'intensité prédéfinis. Le point Conconi est le point de l'état d'équilibre maximal ou la fréquence cardiaque maximale qu'un sujet peut avoir,. Le professeur Conconi se positionne comme un innovateur dans la science du sport et dans sa préparation de Moser. Cette préparation comprend un dopage sanguin, comme Moser l'admettra plus tard. Conconi a écrit un livre sur la préparation de Moser appelé « Moser's Hour Records: A Human and Scientific Adventure » en 1991. Dix ans après avoir battu le record d'heure, Conconi a entraîné Moser pour tenter de battre le record une deuxième fois. Cette idée est venue d'un pari de gentleman entre les deux pour voir si Moser sous la direction de Conconi serait en mesure de battre son record de 1984, dix ans plus tard. Moser a 43 ans lorsqu'il parcourt 51,840 kilomètres en 60 minutes, dépassant ainsi de 689 mètres son record de 1984.

### Introduction de l'EPO dans le cyclisme
Aux Jeux olympiques d'hiver de 1994 à Lillehammer, Conconi donne une conférence aux membres du Comité international olympique et les informe de son travail sur un test de dépistage de l'EPO. Il décrit comment il avait mené des expériences contrôlées avec 23 triathlètes amateurs et d'autres athlètes avec des traitements à base d'EPO, mais qu'il n'avait pas mis au point un test pour détecter son utilisation. Les noms des sujets de Conconi sont découverts plus tard par la police après un raid à l'Université de Ferrare et ont révélé qu'il ne s'agissait pas en fait de sportifs amateurs, mais bien des professionnels, dont six étaient de l'équipe cycliste Carrera Jeans-Tassoni.
Dans ses dossiers, Conconi a listé les noms des sujets, le sexe, le sport, la date de l'analyse ainsi que si oui ou non ils ont été traités avec de l'EPO. Malgré le financement par le CONI et le CIO pour mettre au point un test de détection de l'EPO, Conconi utilisait l'argent pour acheter le médicament et l'administrer ensuite aux athlètes qui payaient également Conconi de leur côté. Conconi a mis au point une technique pour équilibrer EPO, anticoagulant et hormone de croissance dans un mélange que les athlètes peuvent prendre sans risque et passer des tests de dopage sans être positif. Avec cette capacité à prendre de l'EPO en toute sécurité, Donati estime que 60 à 70 % du peloton utilise l'EPO au milieu des années 1990.
Le docteur Giovanni Grazzi, médecin de l'équipe Carrera, travaille avec le professeur Conconi à l'université en 1993, tandis que l'année suivante, en 1994, une autre équipe professionnelle de cyclisme, Gewiss-Ballan, est connectée à Conconi par les docteurs Michele Ferrari et Ilario Casoni. En outre, un certain nombre de stars du cyclisme bien connues sont des clients de l'Institut. L'équipe de Gewiss attire beaucoup d'attention négative après la Flèche wallonne 1994, où trois de ses coureurs terminent aux trois premières places après une échappée de 70 kilomètres. Cette performance est par la suite considérée comme le sommet du dopage lors des années EPO. Ferrari dans une entrevue avec le quotidien sportif français L'Équipe était acritique envers le dopage. Il affirme que l'EPO n'a aucun effet « fondamental » sur la performance et que si un coureur l'utilise, il ne s'en « indignerait » pas lui-même. Il affirme également que « l'EPO n'est pas dangereux, seul son abus est dangereux », en ajoutant « Il est également dangereux de boire 10 litres de jus d'orange ». Le commentaire et la comparaison avec le « jus d'orange » a été largement repris dans la presse,,. Bjarne Riis, le vainqueur du Tour de France 1996 et coureur de l'équipe de Gewiss a bénéficié d'un traitement à l'EPO en 1994 et 1995 dans l'Institut de Conconi à Ferrare. Au cours de la saison 1996, Riis est entraîné par l'un des assistants de Conconi, Luigi Cecchini, année où il remporte le Tour de France. 
Le journal basé à Rome, La Repubblica, rapporte en janvier 2000 que Conconi est impliqué dans l'administration de l'EPO aux coureurs de la Carrera. En mars 2000, la juge italienne Franca Oliva publie un rapport détaillant les conclusions d'une enquête sur un certain nombre de médecins du sport, y compris le professeur Conconi. Cette enquête judiciaire officielle conclut que les coureurs de l'équipe Carrera ont pris de l'EPO en 1993. Parmi les coureurs de l'équipe de cette année là, on retrouve Stephen Roche, Claudio Chiappucci, Guido Bontempi, Rolf Sørensen, Mario Chiesa, Massimo Ghirotto et Fabio Roscioli. Les dossiers saisis dans le cadre de l'enquête judiciaire détaillent un certain nombre d'alias pour l'ancien vainqueur du Tour de France, du Tour d'Italie et du championnat du monde Stephen Roche, dont Rocchi, Rossi, Rocca, Roncati, Righi et Rossini.
En 1997, Claudio Chiappucci déclare au procureur Vincenzo Scolastico qu'il utilisait l'EPO depuis 1993, avant de revenir sur cette déclaration. Marco Pantani faisait partie de l'équipe Carrera Jeans-Tassoni et son hématocrite affichait des montées et des descentes qui semblaient très suspectes. Le 18 octobre 1995, Pantani est transporté à l'hôpital après un accident survenu sur Milan-Turin, où son hématocrite était de 60,1 % alors qu'il était de 45 % au mois de juin précédent,. À ce moment il n'y avait aucune limite à l'hématocrite mais la grande fluctuation était suspecte.

## Nomination à la commission médicale du CONI
Alexandre de Merode, un ancien président du Comité médical du CIO, a nommé M. Conconi membre du comité médical et a financé les recherches présumées de Conconi sur un test visant à détecter l'utilisation de l'EPO. Pendant ce temps, le président du CONI de 1993 à 1998, le Dr Mario Pescante, a supprimé un rapport de Donati qui indiquait l'implication de Conconi dans le dopage.

## Enquêtes
En 1999, les enquêtes sur les activités de dopage de Conconi ont commencé. Une vingtaine de médecins et chercheurs du centre de recherche biomédicale du professeur Conconi font l'objet d'une enquête. Lors d'une enquête devant le juge Piero Messini D'Agostini, deux hématologues ont soumis un rapport dans lequel ils concluent que les valeurs sanguines des athlètes traités par Conconi indiquent un dopage. En 2000, le procureur italien Pierguido Soprani a allégué que Conconi s'était lui-même dopé. En effet, à l'âge de 59 ans, Conconi a enregistré une valeur d'hématocrite de 57 % alors qu'il participait à une course de VTT le 3 septembre 1994. Les dossiers informatiques de Conconi saisis dans l'enquête sont publiés dans la presse. Ces fichiers indiquent les noms des patients de Conconi et incluent Ivan Gotti, Pavel Tonkov, Abraham Olano, Marco Pantani, Tony Rominger, Gianluca Bortolami et Giorgio Furlan. Ces fichiers ont montré des variations d'hématocrite chez les individus pendant les traitements. L'hématocrite de Tonkov est passé de 51,5 % en juin 1996 à 40,9 % en septembre. L'hématocrite d'Ivan Gotti est passé de 35,2 % en janvier 1997 à 50,7 % en juin 1998. Le niveau de Marco Pantani est passé de 40,7 en mars 1994 à 58 % en juin et juillet 1994. Lors du Tour de France 1995, Pantani atteint 56 % et après son accident à Milan-Turin, il est de 60 %. Claudio Chiappucci a un hématocrite de 35 % en janvier 1994, qui passe à 60 % en juin 1994 après avoir terminé cinquième du Tour d'Italie.
En 2004, le juge Oliva a allégué que les athlètes traités à l'Institut avaient bel et bien pris de l'EPO au cours de la saison 1993, mais en raison du délai de prescription, aucun ne serait poursuivi. Le juge déclare Conconi « moralement coupable ». Le juge a examiné les rapports médicaux de 33 cyclistes au cours de la période 1993-1995, y compris ceux de Chiappucci, et tous les tests sanguins montraient des valeurs d'hématocrite en grande partie fluctuantes, révélatrices de l'utilisation de l'EPO.

## Assistants au centre de recherche biomédicale de l'université de Ferrare
Conconi a eu de nombreux assistants (médecins et chercheurs) avec qui il a effectué ses tests. Plusieurs d'entre eux seront accusés d'activités liées au dopage ou continueront à travailler comme scientifiques du sport après avoir quitté l'Institut. Le plus connu est Michele Ferrari qui a travaillé avec Conconi dans les années 1980 jusqu'au milieu des années 1990.
- Michele Ferrari
- Luigi Cecchini
- Ilario Casoni
- Giovanni Grazzi
- Carlo Santuccione
- Gianni Mazzoni

## Liste des coureurs suivis
Il s'est occupé de quelques cyclistes professionnels bien connus, bien que peu d'entre eux aient été reconnus coupables d'infractions de dopage. Une cause possible est le fossé entre le développement du dopage et les moyens de retracer son utilisation chez les sportifs. Cependant, à la lumière des révélations récentes, cette liste pourrait bien pointer vers certains réseaux médicinaux, notamment en Italie, mais pas de réseaux de dopage avérés.
- Clients de Conconi, Casoni et Grazzi
  - Guido Bontempi
  - Maurizio Fondriest, champion du monde 1988

- Clients de Conconi et Casoni
  - Marco Albarello
  - Evgueni Berzin, vainqueur du Tour d'Italie 1994
  - Vladislav Bobrik
  - Bruno Cenghialta
  - Maurilio De Zolt
  - Manuela Di Centa
  - Silvio Fauner
  - Francesco Frattini
  - Giorgio Furlan, vainqueur de Milan-San Remo 1994
  - Ivan Gotti, vainqueur du Tour d'Italie 1997
  - Nicola Minali
  - Gianfranco Polvara
  - Mauro-Antonio Santaromita
  - Piotr Ugrumov
  - Giorgio Vanzetta
  - Alberto Volpi

- Clients de Conconi et Grazzi
  - Stefano Checchin
  - Claudio Chiappucci
  - Mario Chiesa
  - Massimo Ghirotto
  - Marco Pantani, vainqueur du Tour de France 1998
  - Vladimir Poulnikov
  - Stephen Roche, vainqueur du Tour de France 1987
  - Fabio Roscioli
  - Marcello Siboni
  - Rolf Sørensen
  - Enrico Zaina

- Clients de Conconi 
  - Gianni Bugno
  - Maurizio Damilano
  - Luigi Della Bianca
  - Emma Scaunich
  - Mario Cipollini
  - Laurent Fignon
  - Francesco Moser
  - Denis Zanette, mort de façon suspecte chez le dentiste[29]

## Publication
- (en) Moser's Hour Records: A Human and Scientific Adventure, éditeur Vitesse Pr, 1991.  (ISBN 9780941950268)